# Johan Jakob Brucker
Johann Jakob Brucker (Augsburgo, 22 de enero de 1696 - ibíd. 26 de noviembre de 1770) fue un teólogo e historiador de la filosofía alemán.

## Biografía
Nació en Augsburgo. Estaba destinado a la Iglesia luterana, y se graduó en la Universidad de Jena en 1718. Regresó a Augsburgo en 1720, pero se convirtió en ministro de la parroquia de Kaufbeuren en 1723. El rectorado de la Escuela Latina Protestante también estuvo asociado con este puesto, y Brucker fue su rector y único profesor de latín durante más de diez años. 
Además de sus deberes pastorales, parroquiales y pedagógicos, Brucker se dedicó durante su tiempo en Kaufbeuren, sobre todo a la historia de la filosofía. 
En Kaufbeuren escribió la obra de siete volúmenes Preguntas cortas de la historia filosófica desde el principio del mundo hasta el presente, que apareció en los años 1731-1736 y consta de 9153 páginas. 
Al contrario de su modesto título, esta es la primera historia de la filosofía en Alemania que toma y retrata críticamente todas sus corrientes hasta el siglo XVIII. Su efecto fue enorme. Trajo críticas entusiastas de Brucker en Europa occidental e influyó en la Enciclopedia de Diderot. También fue, debido a esta publicación, miembro de varias asociaciones científicas, incluyendo las Academias de Ciencias en Bolonia, Berlín y Múnich.
En 1731 fue elegido miembro de la Academia de Ciencias de Berlín, y fue invitado a volver de nuevo a Augsburgo como pastor y ministro principal de la iglesia de San Ulrich donde murió el 26 de noviembre de 1770.

## Obras

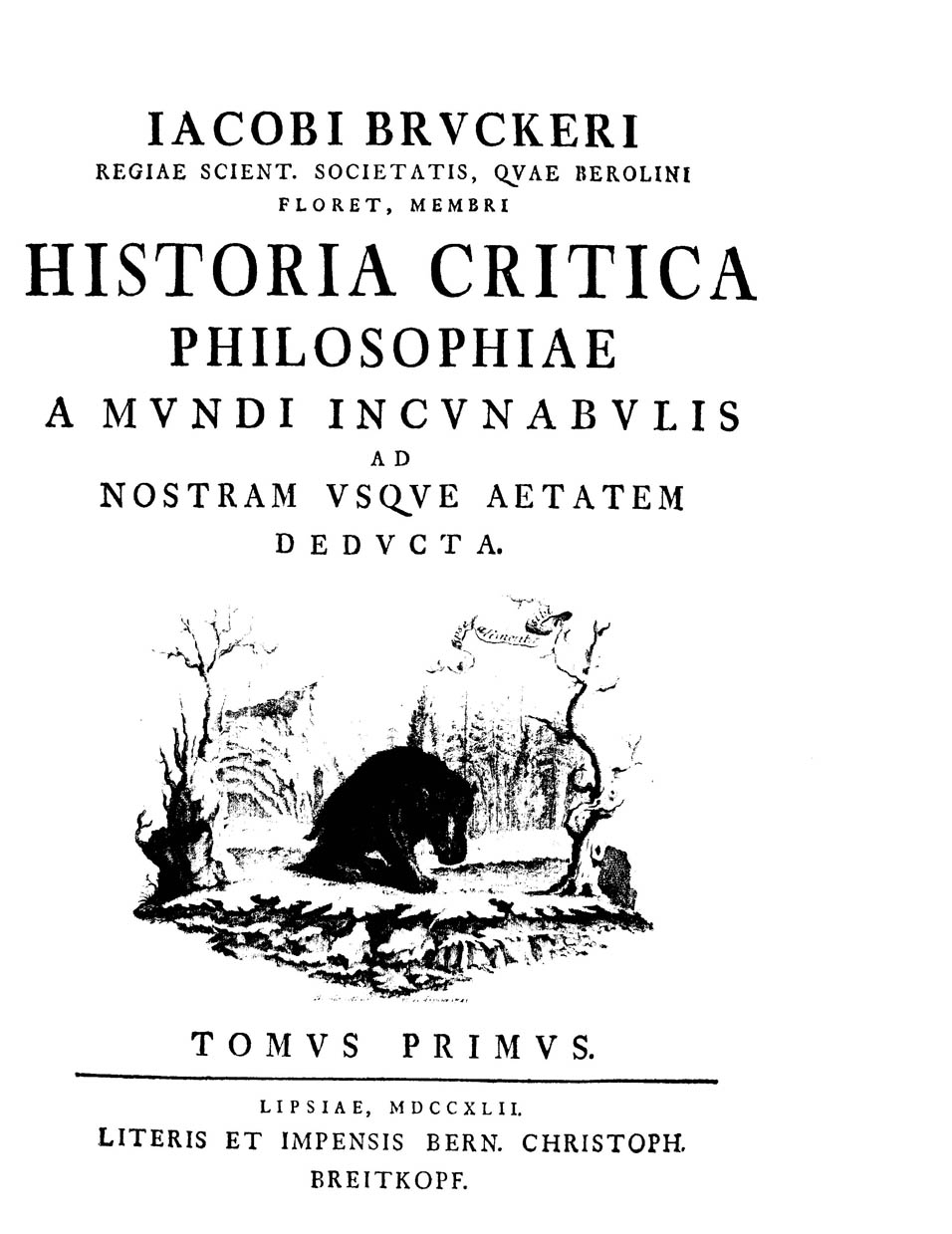
Historia critica philosophiae, 1742

Su obra principal, Historia Critica Philosophiae ("Historia Crítica de la Filosofía"), apareció en Leipzig (originalmente 5 vols., 1742-1744). Su éxito fue tal que se publicó una nueva edición en seis volúmenes (1766-1767; traducción inglesa de William Enfield, 1791).  Fue la primera historia completa de las diferentes escuelas filosóficas de la era moderna. Representa una amplia colección de materiales, y contiene valiosas biografías. Schopenhauer en su consejo de que había que leer los escritos originales de los filósofos, elogió a Brucker. 
También escribió Tentamen Introductionis en Historiam Doctrinae de Ideis, posteriormente completado y reeditado bajo el título de Historia Philosophicae Doctrinae de Ideis (Augsburgo, 1723); Otium Vindelicum (1731); Kurze Fragen aus der philosophischen Historiae (7 vols., Ulm, 1731-1736), una historia de la filosofía en preguntas y respuestas, que contiene muchos detalles, especialmente en el departamento de historia literaria, que omitió en su obra principal; Pinacotheca Scriptorum nostra aetate literis illustrium, etc. (Augsburgo, 1741-1755); Ehrentempel der deutschen Gelehrsamkeit (Augsburgo, 1747-1749); Institutiones Historiae Philosophicae (Leipzig, 1747 y 1756; 3.ª ed. con una continuación de F. G. B. Born (1743-1807) en Leipzig, en 1790); Miscellanea Historiae Philosophicae Literariae Criticae olim sparsim edita (Augsburgo, 1748); Erste Anfangsgründe der philosophischen Geschichte (Ulm, 1751). Supervisó una edición de la traducción de Martín Lutero del Antiguo y Nuevo Testamento, con un comentario extraído de los escritos de los teólogos ingleses (Leipzig, 1758-1770, completado por V. A. Teller). 